# Mojinos Escozíos (álbum)
Mojinos Escozíos es el primer trabajo de Mojinos Escozíos. Fue sacado a la venta en 1996, más tarde volvió a ser reeditado incluyendo dos nuevos temas.

## Lista de canciones

### Versión original 1996
| N.º | Título                                                            | Duración |  |
| 1.  | «Jerónima»                                                        | 4:02     |  |
| 2.  | «Los cochinos» (Cover de "Honky Tonk Women" de Rolling Stones)    | 3:55     |  |
| 3.  | «Fuego» (Cover de "Fire" de Jimi Hendrix)                         | 2:48     |  |
| 4.  | «La boda»                                                         | 3:18     |  |
| 5.  | «Santa Coloma Woman» (Cover de "American Woman" de The Guess Who) | 2:20     |  |
| 6.  | «Camarón vive»                                                    | 2:51     |  |
| 7.  | «El cura» (Cover de "Into The Fire" de Deep Purple)               | 3:55     |  |
| 8.  | «Tío chulo» (Cover de "I'll Go Crazy" de James Brown)             | 2:46     |  |
| 9.  | «El corral» (Cover de "La Grange" de ZZ Top)                      | 3:54     |  |
| 10. | «Eco»                                                             | 3:07     |  |
| 11. | «Caga ya» (Cover de "The Jack" de AC/DC)                          | 4:16     |  |
| 12. | «Papará»                                                          | 4:14     |  |

### Nueva Edición 1997
| N.º | Título                                                            | Duración |  |
| 1.  | «Jerónima»                                                        | 4:02     |  |
| 2.  | «Los cochinos» (Cover de "Honky Tonk Women" de Rolling Stones)    | 3:55     |  |
| 3.  | «Montanbique»                                                     | 3:10     |  |
| 4.  | «El tatuaje»                                                      | 4:50     |  |
| 5.  | «Fuego» (Cover de "Fire" de Jimi Hendrix)                         | 2:48     |  |
| 6.  | «La boda»                                                         | 3:18     |  |
| 7.  | «Tío chulo» (Cover de "I'll Go Crazy" de James Brown)             | 2:46     |  |
| 8.  | «Camarón vive»                                                    | 2:51     |  |
| 9.  | «Santa Coloma Woman» (Cover de "American Woman" de The Guess Who) | 2:20     |  |
| 10. | «El cura» (Cover de "Into The Fire" de Deep Purple)               | 3:55     |  |
| 11. | «El corral» (Cover de "La Grange" de ZZ Top)                      | 3:54     |  |
| 12. | «Eco»                                                             | 3:07     |  |
| 13. | «Caga ya» (Cover de "The Jack" de AC/DC)                          | 4:16     |  |
| 14. | «Papará»                                                          | 4:14     |  |

### Versión 1999
| N.º | Título                                                         | Duración |  |
| 1.  | «Jerónima»                                                     | 4:02     |  |
| 2.  | «Los cochinos» (Cover de "Honky Tonk Women" de Rolling Stones) | 3:55     |  |
| 3.  | «Montanbique»                                                  | 3:10     |  |
| 4.  | «El tatuaje»                                                   | 4:50     |  |
| 5.  | «La boda»                                                      | 3:18     |  |
| 6.  | «Tío chulo» (Cover de "I'll Go Crazy" de James Brown)          | 2:46     |  |
| 7.  | «Camarón vive»                                                 | 2:51     |  |
| 8.  | «El cura» (Cover de "Into The Fire" de Deep Purple)            | 3:55     |  |
| 9.  | «La boda»                                                      | 3:18     |  |
| 10. | «El corral» (Cover de "La Grange" de ZZ Top)                   | 3:54     |  |
| 11. | «Eco»                                                          | 3:07     |  |
| 12. | «Caga ya» (Cover de "The Jack" de AC/DC)                       | 4:16     |  |
| 13. | «La sevillana del borracho»                                    | 4:20     |  |

- Datos: Q6020795